# Cimitero monumentale di Crotone
Il cimitero monumentale di Crotone è il principale cimitero della città di Crotone.
Sorge a ridosso della zona sud della città, di fronte al lungomare cittadino su viale Antonio Gramsci, e si estende per 4,55 ettari.

## Storia
Il cimitero venne istituito ufficialmente il 2 febbraio 1843, data che segna l'inizio delle sepolture al di fuori delle chiese cittadine, in linea con le normative igieniche dell'epoca. Prima di questa data i defunti venivano sepolti all'interno della cattedrale di Crotone o nel convento dell'Osservanza e, in un secondo momento, nella chiesa del Carmine. L'editto di Saint Cloud del 1804, emanato durante il periodo napoleonico e successivamente ripreso dall'Editto della Polizia Medica del 5 settembre 1806, stabilì l’obbligo di collocare i cimiteri al di fuori dei centri abitati per motivi sanitari. La creazione del cimitero rispose quindi all'esigenza di preservare la salute pubblica, ma nonostante la sua istituzione il camposanto rimase per decenni in uno stato di abbandono, affidato a diverse amministrazioni comunali che si alternarono nella gestione senza però migliorare le sue condizioni. Solo verso la fine del XIX secolo il cimitero iniziò a ricevere attenzione, con una serie di interventi che ne permisero la trasformazione in un luogo dignitoso e decoroso. 
Nel 1893 il cimitero fu ampliato per la prima volta con l’inclusione di cappelle private commissionate dalle famiglie più facoltose di Crotone, contribuendo a ridefinire la fisionomia del camposanto, che da semplice area di sepoltura collettiva si arricchì di monumenti funebri destinati ai defunti delle famiglie nobili e borghesi della città. Questi edifici privati riprendevano le forme dei templi classici e si distinguevano per la presenza di porte in ferro battuto, adornate con simboli allegorici della morte e della risurrezione, ispirati sia alla tradizione cristiana che all’antichità classica: tra i simboli più ricorrenti vi erano teschi, clessidre alate, fiaccole capovolte e corone di fiori, elementi che richiamavano il ciclo della vita e della morte, sottolineando il passaggio dell’anima verso l’eternità. 
Il barone Luigi Berlingieri (1816-1900) fu una delle personalità più influenti ad essere sepolta nel cimitero: la sua cappella, costruita tra il 1895 e il 1896, è un esempio dell’architettura funeraria dell’epoca, sobria ma elegante, che con il tempo contribuì a fare del cimitero un vero e proprio monumento cittadino. Lo storico cappellano del cimitero don Armando Camposano (1879-1953), assunse il ruolo di responsabile nel 1903 e lasciò un’importante testimonianza della situazione dell’epoca attraverso un resoconto datato ottobre 1910: questo documento, conservato nell’archivio della Curia, evidenziava le difficoltà gestionali e le sfide affrontate dal cimitero, oltre a fornire dettagli sulle condizioni del camposanto e sulla necessità di preservarlo come luogo di memoria e di rispetto per i defunti. Camposano, successivamente nominato arcidiacono della Cattedrale, riportò nel suo resoconto anche l’emissione della discussa ordinanza comunale n°. 251 da parte del sindaco Carlo Turano, con cui veniva regolamentato l’accesso e l’uso del cimitero.
La cappella del barone Berlingieri, insieme a quelle di altre famiglie nobili e benestanti, fu una delle prime ad essere costruita e rimane ancora oggi uno degli esempi più rappresentativi del patrimonio funerario crotonese; tra le altre cappelle private si ricordano quelle dei fratelli Giglio, dei fratelli Asturi e della famiglia Lucente, che hanno contribuito a conferire al cimitero una struttura monumentale con un impatto estetico significativo. Le cappelle erano generalmente sormontate da croci o altri simboli cristiani e adornate con epigrafi che ricordavano i defunti con dediche solenni.
Nel 1897 una nuova estensione del cimitero permise l’inclusione di una grande croce di pietra collocata al centro dell’area funeraria: questo elemento simbolico, voluto da don Luigi Covelli e collocato all’incrocio principale tra i viali, divenne il punto di riferimento per i visitatori e una rappresentazione della fede cristiana della comunità. Il 20 marzo 1890 il Consiglio Comunale deliberò che la strada che collegava il cimitero con il centro urbano venisse classificata come strada comunale obbligatoria, facilitando così l’accesso al camposanto, e nel 1893 furono avviati i lavori per la sua costruzione.
Il cimitero fu visitato anche da figure internazionali come George Gissing, scrittore inglese che soggiornò a Crotone tra il 1897 e il 1898. Gissing descrisse il cimitero come un luogo unico e suggestivo, notando come le cappelle riflettessero il rispetto per i defunti e come il camposanto rappresentasse un simbolo della memoria collettiva crotonese. Questa testimonianza letteraria contribuì a portare il cimitero di Crotone all’attenzione di un pubblico più vasto, valorizzandone il significato culturale e spirituale.
Nel XX secolo l’amministrazione comunale continuò a intervenire sul cimitero, istituendo regolamenti che ne disciplinavano l’uso e la manutenzione: tra questi si ricordano le normative sanitarie risalenti al 1864, che imponevano agli appaltatori privati un rigido rispetto delle condizioni igieniche e dei tempi di trasporto dei defunti al cimitero. Ogni funerale doveva svolgersi durante le ore diurne e i cortei funebri non potevano prolungarsi oltre il tramonto, a tutela del decoro e della salute pubblica; queste misure erano accompagnate da un crescente interesse per la conservazione e la valorizzazione del patrimonio monumentale del cimitero, che veniva considerato un bene collettivo da preservare per le future generazioni. Nel gennaio 1944, per far fronte alle difficoltà economiche del Comune durante il periodo bellico, il commissario prefettizio Orazio Laino (1888-1944) adottò alcune misure per aumentare le entrate comunali: tra queste vi fu l'incremento della tariffa per l'occupazione del suolo nel cimitero comunale, destinata alla costruzione di cappelle gentilizie, che passò da 100 a 200 lire al metro quadrato. La misura si inseriva in un più ampio piano di revisione fiscale volto a risanare il bilancio comunale, gravemente compromesso dalla guerra e dalla crisi economica.

## Il cimitero oggi
Tra maggio 2023 e marzo 2024 il Comune di Crotone ha avviato due progetti per ampliare il cimitero cittadino, realizzando padiglioni su tre livelli per un totale di 720 loculi. Gli interventi, sostenuti dall'assessore ai Lavori pubblici Rossella Parise, mirano a rispondere all'insufficienza di spazi e a garantire il rispetto della memoria dei defunti, prevenendo altresì problematiche igienico-sanitarie.

## Tombe illustri
Al cimitero monumentale di Crotone sono stati sepolti, tra gli altri:
- Anselmo Berlingeri
- Luigi Berlingeri
- Rocco Gaetani
- Domenico Lucente
- Raffaele Lucente
- Armando Lucifero
- Falcone Lucifero
- Giulio Marino
- Tina Nicoletta
- Giuseppe Pugliese
- Giovanni Scalise
- Ezio Scida
- Nicola Sculco
- Riccardo Sculco
- Pasquale Senatore
- Giancarlo Sitra
- Carlo Turano
- Luigi Vrenna